# Синица (Черкасская область)
Сини́ца (укр. Сини́ця) — село в Уманском районе Черкасской области Украины.
Почтовый индекс — 20050. Телефонный код — 4745.

## Население
Население по переписи 2001 года составляло 918 человек.

### Языковой состав
Родной язык населения по данным переписи 2001 года:
| Язык       | Численность, чел. | Доля     |
| ---------- | ----------------- | -------- |
| Украинский | 891               | 97,06 %  |
| Русский    | 12                | 1,31 %   |
| Другое     | 15                | 1,63 %   |
| Итого      | 918               | 100,00 % |

## Местный совет
20050, Черкасская обл., Христиновский р-н, с. Синица